# Червяков, Александр Викторович
Александр Викторович Червяков (бел. Аляксандр Віктаравіч Чарвякоў, род. 1966 год, Бабиничи, Оршанский район, Витебская область, Белорусская ССР, СССР) — белорусский государственный деятель, кандидат технических наук, доцент. Министр экономики Республики Беларусь с 4 января 2020 года по 20 ноября 2023 года.
Также заместитель министра экономики Республики Беларусь (январь 2017 — ноябрь 2018), Первый заместитель министра экономики Республики Беларусь (ноябрь 2018 — 4 января 2020).

## Биография
Александр Викторович Червяков родился 15 сентября 1966 года в поселке городского типа Бабиничи, что находится в Оршанском районе.
В 1988 году с отличием окончил Белорусскую государственную сельскохозяйственную академию. В 1994 году окончил аспирантуру Белорусской государственной сельскохозяйственной академии.
В 1996 году получил учёную степень кандидата технических наук, в 2002 году А. В. Червякову присвоено звание доцента.
В июне 2022 года попал под санкции Канады.

## Трудовая деятельность
Свою трудовую деятельность Александр Червяков начал в 1988 году. Работал сначала инженером, потом ведущим инженер-механиком свиноводческого комплекса совхоза-комбината «Юбилейный», который находится в Оршанском районе Витебской области. С 1991 по 1994 год учился в аспирантуре Белорусской государственной сельскохозяйственной академии, где по окончании аспирантуры работал на кафедре механизации животноводства и электрификации сельскохозяйственного производства в начале ассистентом, впоследствии — преподавателем, старшим преподавателем, доцентом, докторантом кафедры.
С 2010 года по 2017 год А. В. Червяков возглавлял Научно-исследовательский экономический институт Министерства экономики Республики Беларусь.
С января 2017 по ноябрь 2018 работал заместителем министра экономики Республики Беларусь. В ноябре 2018 года занял должность первого заместителя министра экономики Республики Беларусь.
4 января 2020 года по решению президента Республики Беларусь А. Г. Лукашенко был назначен на должность министра экономики Республики Беларусь.
20 ноября 2023 года назначен послом Беларуси в Китае.
Является автором и соавтором 8 монографий, учебных и справочных пособий, свыше 120 научных работ и 5 изобретений. Является одним из авторов следующих запатентованных изобретений: «Устройство для дражирования семян» (2012, 2013, 2014), «Устройство для приготовления жидких кормов» (2010), «Устройство для разделения навоза на твердую и жидкую фракции» (2007), «Экспандер для приготовления кормов» (2006) и многих других.

## Награды
- Медаль «За трудовые заслуги» (17 августа 2021 года) — за многолетнюю плодотворную работу в правительстве, безупречное выполнение служебных обязанностей, значительный личный вклад в социально-экономическое развитие Республики Беларусь[10].
- Почётная грамота Совета Министров Республики Беларусь (20 ноября 2023 года) — за многолетнюю плодотворную работу, высокий профессионализм, значительный личный вклад в реализацию социально-экономической политики Республики Беларусь[11].

## Семья
Женат, есть две дочери. Супруга работает заместителем главного инженера по науке в проектном институте Белгипрозем.